# Sabadel-Latronquière
 Sabadel-Latronquière  (en occitano Sabadèl-Latronquièra) es una población y comuna francesa, situada en la región de Mediodía-Pirineos, departamento de Lot, en el distrito de Figeac y cantón de Latronquière.

## Demografía
| 212 | 181 | 156 | 140 | 112 | 89 |
| Para los censos de 1962 a 1999 la población legal corresponde a la población sin duplicidades (Fuente: INSEE [Consultar]) |     |     |     |     |    |